# Yenisığırcı, Bandırma
Yenisığırcı là một xã thuộc huyện Bandırma, tỉnh Balıkesir, Thổ Nhĩ Kỳ. Dân số thời điểm năm 2010 là 216 người.